# Гербовник Талызина
Гербовник Талызина (Руководство к геральдике, то есть науке о гербах, содержащее происхождение, основание и нужные правила науки сей относительно до гербов Российских с начертанием и описанием оных) — рукописный гербовник, составленный русским герольдмейстером, возглавлявшим Герольдмейстерскую контору в 1783—1794 годах, Лукьяном Ивановичем Талызиным, за что гербовник и получил своё название. 
Возможно, что пример А. Т. Князева по составлению гербовника, подвигнул его в начале 1790 годов на аналогичный труд. В 1797 году, Герольдия приступила к созданию Общего Гербовника Дворянских Родов и она обратилась к императору Павлу I за разрешением снять копию с Государственного гербовника, который по высочайшей воле бывший герольдмейстер Л. И. Талызин сочинил и поднёс покойной императрице Екатерине II. В ответ Павел I«повелеть соизволил, не находя гербовника прежде составленного достаточным, составить новый в Герольдии». В результате Гербовник Талызина был незаслуженно забыт и даже выдающийся геральдист В. К. Лукомский называл его «преданием». Сначала гербовник попал в библиотеку Зимнего дворца, а в 1852 году, в составе эрмитажного собрания был передан в отдел рукописей Императорской Публичной библиотеки (ныне Российская Национальная библиотека) и источник вошёл в оборот только в конце XX века.
Гербовник Талызина оказался единственным в отечественной историографии комплексным справочником, содержавшим и родовые и территориальные символы, первых в нем насчитывалось 447. Между собраниями А. Т. Князева и Л. И. Талызина много общего. В XVIII веке при систематизации геральдического пространства было невозможно игнорировать самобытные эмблемы, поэтому в гербовник включены, как официальные, так и не утверждённые гербы. Визуальная форма бытования герба (рисунок) имела приоритет над вербальной (описанием), поэтому в труде изображения преобладали над текстом. Обе эти особенности обуславливалась отсутствием в России официального гербовника, без которого и граница между утверждёнными и самобытными гербами оказалась нечёткой и описание воспринималось, как нечто второстепенное.
Однако в рукописи Талызина появилось новшество — стремление к научному осмыслению материала. Л. И. Талызин написал особый раздел, содержавший изложение авторского понимания теоретических и исторических аспектов геральдики. По сути, он предпринял первую в отечественной историографии попытку дать концепцию гербового значения. Автор придерживался национально ориентированной позиции, критиковал европейскую терминологию, подчёркивал неприемлемость западных моделей для России, что, по его мнению, предопределялось коренными отличиями европейского рыцарства и русского дворянства. Он предложил собственную точку зрения на историю становления отечественной геральдики, подчёркивал её древность и указывал на доминирующую роль государства в герботворчестве, причём в отличие от последующих поколений специалистов, он воспринимал такое влияние исключительно позитивно. Сам автор писал: «...показав причины, препятствующие  издать Гербовник по правилам чужестранных государств, обращусь к начертанию разума оной науки в отношении Российской империи, предварительно объяснив в каком образе сия части должна быть, если б предложена была на основании древнего положения России».
В гербовнике имеются цветные изображения родовых гербов: княжеских — 21; графских — 26; баронских — 15; дворянских — 385, а также среди высочайше пожалованных находится шесть лейб-кампанских гербов (Давыдова Петра, Золотогрудова Гаврилы, Карпова Тимофея, Коробкова Петра, Малого Сидора, Сысоева Никиты). Государственные гербы и гербы пожалованные стоят у Талызина на первом месте, в то время, как родовых занимают по значимости последнее место.
Гербовник А. И. Талызина стал переходным памятником геральдической мысли, интегрировавшим справочник с элементами исследования.
Гербовник Л. И. Талызина был впервые издан в 2021 г. (не полностью. Издали только часть, касающуюся личной дворянской геральдики) исследователями А. Н. Хмелевским и И. М. Афонасенко с комментариями и дополнительной информацией (Хмелевский А. Н., Афонасенко И. М. Гербовник Талызина. Российские дворянские гербы XVIII века. — М.: "Старая Басманная", 2021), тогда как раньше был доступен только узкому кругу специалистов.